# Славичка
Славичка (серб. Славићка / Slavićka) — село в общине Баня-Лука Республики Сербской Боснии и Герцеговины. Население составляет 781 человек по переписи 2013 года.